# Maria de Schwarzburg-Rudolstadt
Maria de Schwarzburg-Rudolstadt (Raben Steinfeld, 29 de janeiro de 1850 — Haia, 22 de abril de 1922) foi a consorte e terceira esposa do grão-duque Frederico Francisco II de Meclemburgo-Schwerin. Era a mãe do príncipe Henrique, consorte da rainha Guilhermina dos Países Baixos e pai da rainha Juliana.

## Origens
A princesa Maria de Schwarzburg-Rudolstadt era a filha mais velha do príncipe Adolfo de Schwarzburg-Rudolstadt e da sua esposa, a princesa Matilde de Schonburg-Waldenburg. O seu bisavô paterno era o conde Frederico V de Hesse-Homburg.
A sua família pertencia ao principado de Schwarzburg-Rudolstadt.

## Casamento e descendência
No dia 4 de Julho de 1868, Maria casou-se com o grão-duque Frederico Francisco II de Meclemburgo-Schwerin, filho do grão-duque Paulo Frederico I de Meclemburgo-Schwerin. Antes, Francisco já tinha sido casado duas vezes, a primeiro em 1849 com a princesa Augusta de Reuss-Köstritz que morreu em 1862. O seu segundo casamento aconteceu dois anos depois com a princesa Ana de Hesse-Darmstadt, mas ela também morreu menos de um ano depois. Na altura do casamento Frederico tinha 45 anos e Maria 18. Juntos tiveram quatro filhos:
- Isabel (1869-1955) casada com o duque Frederico Augusto II de Oldemburgo.
- Frederico Guilherme (1871-1897)
- Adolfo Frederico (1873-1969)
- Henrique (1876-1934) casado com a rainha Guilhermina dos Países Baixos, pai da rainha Juliana dos Países Baixos.

## Morte
Maria morreu em 1922 em Haia quando estava na cidade para comemorar o 46.º aniversário do seu filho Henrique. A carruagem funerária real levou o corpo desde o Palácio de Noordeinde até à estação de comboio. Depois o corpo foi levado para a Alemanha onde foi enterrado.